# 莫奈 (汝拉省)
莫奈（法語：Monay，法語發音：[mɔnɛ]）是法国汝拉省的一个市镇，属于隆斯勒索涅区。

## 地理
莫奈（46°50'12"N, 5°35'41"E）面积2.5 平方千米，位于法国勃艮第-弗朗什-孔泰大區汝拉省，该省份为法国东部内陆省份，北起上索恩省，西北接科多尔省，西临索恩-卢瓦尔省，南至安省，东与杜省和瑞士接壤。
与莫奈接壤的市镇（或旧市镇、城区）包括：贝尔萨延、达尔博奈、塞利耶尔、图卢兹堡。

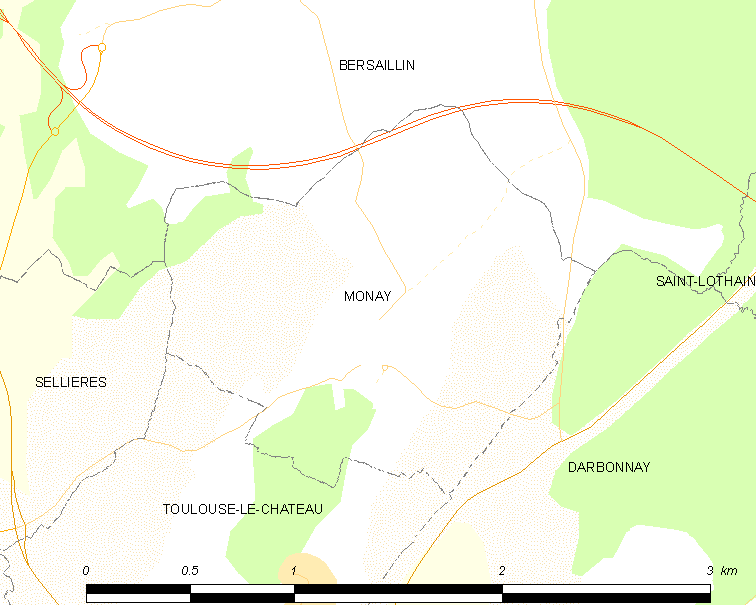
的OSM定位图

莫奈的时区为UTC+01:00、UTC+02:00（夏令时）。

## 行政
莫奈的邮政编码为39230，INSEE市镇编码为39342。

## 政治
莫奈所属的省级选区为布莱特朗县。

## 人口

1962-2008年间人口变化图示

莫奈于2022年1月1日时的人口数量为124人。